# Schoenocaulon ghiesbreghtii
Schoenocaulon ghiesbreghtii là một loài thực vật có hoa trong họ Melanthiaceae. Loài này được Greenm. miêu tả khoa học đầu tiên năm 1907.